# Ambrorose Marasha
Ambrorose Marasha  es un escultor de Zimbabue conocido por sus tallas en piedra, nacido el año 1979.

## Datos biográficos
Marasha asistió a la escuela primaria de Nyanga y a la high school (secundaria) en Mutare. Empezó a modelar en arcilla antes de pasar a la madera. Dejó la escuela para aprender individualmente de sus primos Passmore  y Tinei Massaya, con quienes aprendió el arte de la escultura en piedra. Trabaja principalmente en piedras duras locales, tales como la roca leopardo y la springstone.

## Exposiciones
El año 2009 viajó a Vancouver para participar en la exposición de escultura de Zimbabue. Celebrada en el Jardín botánico VanDusen de la ciudad. Allí presentó la pieza titulada Sueño de volar tallada en piedra negra springstone. En la misma muestra estuvieron también representadas las obras de Euwitt Nyanhongo, Square Chikwanda, Vimbai Mashaya, Patrick Sephani y Passmore Mupindiko.